# Дадиани, Константин Леванович
Константин Леванович Дадиани (Дадиан, Дадианов, Дадиани-Мингрельский) (18 октября 1819 — 25 апреля 1889) — грузинский князь из дома Дадиани, русский военачальник, генерал-лейтенант (1887), участник Кавказской войны.

## Биография
Младший сын правителя Мегрелии генерал-лейтенанта князя Левана Григорьевича Дадиани (Леван V) и княжны Марты Зурабовны Церетели (ум. 1839). Воспитание получил в Пажеском корпусе и по окончании курса был выпущен 8 августа 1839 года хорунжим в Атаманский казачий полк.
В 1842 году Дадиани был назначен в отдельный Кавказский корпус, где в 1844 года участвовал в боях против горцев в Дагестанском отряде. Находясь при своём брате Давиде, правителе Мегрелии, князь Константин с 1846 по 1848 год предпринимал поход в Чечню, где неоднократно участвовал в стычках с горцами и за отличие награждён в 1847 году орденом Св. Анны 3-й степени с бантом. Во время мятежа, вспыхнувшего в Самурзакане в 1849 году, он оказал немало услуг при подавлении его и за усердие награждён был орденом Св. Владимира 4-й степени с мечами.
В феврале 1853 года князь Константин находился в действующем отряде в Большой Чечне, но смерть его брата Давида, последовавшая в августе того же года, заставила его вернуться из отряда в Зугдиди, чтобы занять пост члена регентского совета, назначенного в помощь правительнице Мегрелии, вдове умершего князя, княгине Екатерине Дадиани.
Прибытие князя Константина в Мегрелию совпало с началом враждебных действий турок со стороны Чёрного моря в начале Восточной войны, и он вступил в командование всей мегрельской милицией.
После бомбардировки англичанами Редут-Кале 7 мая 1854 года крепость была занята турками, и среди милиционеров стали всё чаще повторяться случаи измены и дезертирства. 25 октября 1854 года в сражении под Коки и Кахати, длившемся в течение всего дня, князю Константину Дадиану пришлось со своей милицией выдержать напор всего турецкого корпуса, и он при этом проявил чудеса храбрости, увлекая за собою и милиционеров.
После отступления русских войск за реку Цхенисцкали в Имеретию, мегрельская милиция, охранявшая верхнюю часть Мегрелии, рассеялась по домам, и князю Константину удалось лишь удержать при себе небольшую её часть, с которой он сначала примкнул к Гурийскому отряду, затем охранял правительницу Мингрелии. Узнав, что княгиня Дадиани собирается покинуть Мегрелию и с семейством отправиться в Имеретию, Константин Дадиани, во главе старейших князей, встретил отъезжавшую княгиню на Гординской горе и убедил её не покидать страну в такую критическую минуту, клянясь до последней капли крови защищать и её, и малолетнего владетеля Мегрелии.
После падения Карса князь Константин снова собрал милицию и с ней вместе вошел в состав Гурийского отряда, удачно действуя против турецких войск.
Во время отъезда княгини Дадиани на коронацию императора Александра II в Москву, князь Константин получил большие полномочия в управлении Мегрелии, пользуясь особым доверием правительницы. В 1857 году он был вызван княгиней в Санкт-Петербург, где был милостиво принят императором Александром II и 17 апреля 1858 года назначен флигель-адъютантом.
Во время крестьянского восстания в Мегрелии, под предводительством сельского кузнеца Уты Микава в 1857 году, князь Константин всё время находился при правительнице, но при приезде Кутаисского губернатора генерала Колюбакина, по его предложению, вместе со своим братом Григорием, выехал в Тифлис. 27 марта 1866 года он был произведён в генерал-майоры с зачислением по армейской кавалерии; в 1868 году награждён орденом Св. Владимира 3-й степени.
В 1877 году, после начала Русско-турецкой войны, князь Константин находился в действующем отряде на черноморском побережье Кавказа, командуя отрядами и находясь в непрерывных стычках и делах с десантными отрядами неприятеля. В деле 15 июня 1877 года он был контужен осколком гранаты при обстреле береговой линии турецкой эскадрой. За отличие при обороне Кавказского побережья в 1877 году был награждён орденами Св. Станислава 1-й степени и Св. Анны 1-й степени с мечами.
30 августа 1887 года он был произведён в генерал-лейтенанты с зачислением по Кавказской армии. Среди прочих наград имел орден Белого орла.
Знакомство с Кавказом и его обычаями дало возможность князю Константину в 1887 году занять пост мирового посредника Сенакского уезда Кутаисской губернии и успешно исправлять свои обязанности до самой смерти.

### Семья
Был женат на своей родственнице — княжне Майе Георгиевне Дадиани (1833—1922). В браке родились четверо детей:
- Леван (1864 — ?);
- Григорий (Гита; 1866—1913), прапорщик милиции, зугдидский уездный предводитель дворянства;
- Нина (1868—1889), монахиня;
- Давид (Уча; 1875—1932).

## Награды
- Орден Святой Анны 3 ст. с бантом (1847)[5]
- Орден Святого Владимира 4 ст. с бантом (1850)
- Орден Святого Станислава 2 ст. с мечами над орденом (1856)
- Знак отличия за XV лет беспорочной службы (1858)
- Орден Святой Анны 2 ст. с мечами (1860)
- Орден Святого Владимира 3 ст. (1868)
- Орден Святого Станислава 1 ст. (1871)
- Орден Святой Анны 1 ст. с мечами (1877)
- Знак отличия за XL лет беспорочной службы (1880)